# Olizy-sur-Chiers
Olizy-sur-Chiers is een gemeente in het Franse departement Meuse in de egio Grand Est en telt 170 inwoners (2004). De plaats maakt deel uit van het arrondissement Verdun.

## Geografie
De oppervlakte van Olizy-sur-Chiers bedraagt 9,3 km², de bevolkingsdichtheid is 18,3 inwoners per km².
Het plaatsje ligt aan de Chiers.
De onderstaande kaart toont de ligging van Olizy-sur-Chiers met de belangrijkste infrastructuur en aangrenzende gemeenten.

## Demografie
Onderstaande figuur toont het verloop van het inwonertal (bron: INSEE-tellingen).